# إينوك ثورن
إينوك ثورن (بالإنجليزية: Enoch Thorne)‏ هو مدير فني أمريكي، (ولد في يبسيلانتي في الولايات المتحدة 1880  م).